# Volleyball-Europapokal der Pokalsieger 1977/78 (Frauen)
Der Europapokal der Pokalsieger der Frauen 1977/78 war die 6. Auflage des Wettbewerbes, an der 14 Volleyball-Vereinsmannschaften aus 14 Ländern teilnahmen. Mit dem SC Dynamo Berlin gewann zum zweiten Mal eine Mannschaft aus der Deutschen Demokratischen Republik den Europapokal der Pokalsieger.

## Teilnehmer
| Belgien - Voorwaarts Ternat BR Deutschland - VC Schwerte Deutsche Demokratische Republik - SC Dynamo Berlin Frankreich - ASU Lyon Griechenland - Zirinos Aon | Israel - Elizur Tel Aviv Italien - Metauro Fano Niederlande - Orion Volleyball Doetinchem Österreich - SC ÖMV Blau Gelb Wien Polen - Wisła Krakau | Portugal - Benfica Lissabon Schweiz - VBC Biel-Bienne Tschechoslowakei - TJK Brno Ungarn - Vasas Izzó Budapest |

## Modus
In der Ausscheidungsrunde und im Viertelfinale spielten die Mannschaften im K.-o.-System. In beiden Runden gab es Hin- und Rückspiele. Nach dem Viertelfinale ermittelten dann die letzten vier Mannschaften in einem Finalrunden-Turnier den Europapokalsieger.

## Ausscheidungsrunde
|                             | Gesamt |                       | Hinspiel | Rückspiel |
| --------------------------- | ------ | --------------------- | -------- | --------- |
| Benfica Lissabon            | 0:6    | Voorwaarts Ternat     | 0:3      | 0:3       |
| Metauro Fano                | 6:0    | Elizur Tel Aviv       | 3:0      | 3:0       |
| VC Schwerte                 | 6:0    | Zirinos Aon           | 3:0      | 3:0       |
| Orion Volleyball Doetinchem | 1:6    | Vasas Izzó Budapest   | 0:3      | 1:3       |
| ASU Lyon                    | 6:3    | SC ÖMV Blau Gelb Wien | 3:2      | 3:1       |
| Wisła Krakau                | 3:3    | VBC Biel-Bienne       | 3:0      | 0:3       |

Durch ein Freilos zogen TJK Brno und der SC Dynamo Berlin direkt in das Viertelfinale ein.

## Viertelfinale
|                     | Gesamt |                   | Hinspiel | Rückspiel |
| ------------------- | ------ | ----------------- | -------- | --------- |
| TJK Brno            | 6:0    | Voorwaarts Ternat | 3:0      | 3:0       |
| VC Schwerte         | 6:1    | Metauro Fano      | 3:0      | 3:1       |
| Vasas Izzó Budapest | 6:0    | ASU Lyon          | 3:0      | 3:0       |
| Wisła Krakau        | 1:6    | SC Dynamo Berlin  | 1:3      | 0:3       |

## Finalrunde
Die Finalrunde fand vom 10. bis 12. Februar in der italienischen Stadt Treviso statt.

### Spiele
| Datum           |                     | Ergebnis |                     |
| --------------- | ------------------- | -------- | ------------------- |
| Fr .10. Februar | Vasas Izzó Budapest | 3:1      | VC Schwerte         |
| Fr .10. Februar | SC Dynamo Berlin    | 3:0      | TJK Brno            |
| Sa 11. Februar  | TJK Brno            | 3:0      | Vasas Izzó Budapest |
| Sa 11. Februar  | SC Dynamo Berlin    | 3:1      | VC Schwerte         |
| So 12. Februar  | VC Schwerte         | 3:2      | TJK Brno            |
| So 12. Februar  | SC Dynamo Berlin    | 3:1      | Vasas Izzó Budapest |

### Abschlusstabelle
| Pl. | Verein              | S | N | Sätze | Punkte |
| --- | ------------------- | - | - | ----- | ------ |
| 1   | SC Dynamo Berlin    | 3 | – | 9:2   | 6      |
| 2   | TJK Brno            | 1 | 2 | 5:6   | 4      |
| 3   | VC Schwerte         | 1 | 2 | 5:8   | 4      |
| 4   | Vasas Izzó Budapest | 1 | 2 | 4:7   | 4      |

 Europapokalsieger

## Europapokalsieger
| 1.                        | SC Dynamo Berlin |
| ------------------------- | --- |
| Logo vom SC Dynamo Berlin | Spielerinnen: Barbara Czekalla , Christine Mummhardt, Elke Dettmann, Katharina Bullin, Heidrun Langanki, Elke Radzuweit, Monika Meißner, Ingrid Mierzwiak, Hermine Schroedter Trainer: Siegfried Köhler |